# Seznam estonskih pevcev resne glasbe
Seznam estonskih pevcev resne glasbe.

## A
- Aile Asszonyi

## B
- Dave Benton (zabavni)

## J
- Risto Joost

## K
- Mari Kalkun
- Miliza Korjus

## N
- Elina Nechayeva

## O
- Georg Ots
- Birgit Õigemeel

## P
- Gerli Padar, Tanel Padar (zabavna)
- Annely Peebo
- Ivo Posti

## R
- Kai Rüütel

## T
- Külli Tomingas
- Taimo Toomast

## V
- Aarne Viisimaa